# The Mother of All Demos

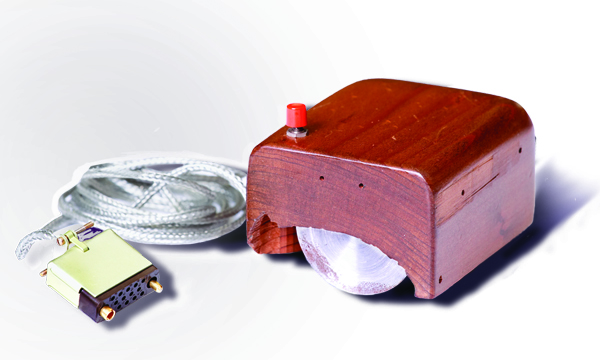
Pierwszy prototyp myszy komputerowej, zaprojektowany przez Billa Englisha na podstawie szkiców Engelbarta

The Mother of All Demos – nazwa nadana demonstracji komputerowej Douglasa Engelbarta z 9 grudnia 1968, która miała miejsce na Fall Joint Computer Conference w San Francisco, w Stanach Zjednoczonych. W ramach demonstracji, w czasie rzeczywistym zaprezentowane zostało działanie kompletnego, złożonego ze sprzętu i oprogramowania systemu komputerowego o nazwie oN-Line System (w skrócie NLS). Podczas 90-minutowej prezentacji, przedstawiono niemal wszystkie podstawowe sposoby interakcji z nowoczesnym komputerem osobistym: okna, hipertekst, grafiki, wydajną nawigację i wprowadzanie komend, wideokonferencję, mysz komputerową, procesor tekstu, linkowanie dynamiczne, mechanizm kontroli wersji oraz mechanizm współdzielenia ekranu w edytorze tekstu. Był to pierwszy raz, kiedy wszystkie te elementy zademonstrowano publicznie, działające w ramach jednego systemu. Demonstracja Engelbarta dla wielu stała się źródłem inspiracji, przyczyniając się do powstania podobnych projektów w Xerox PARC we wczesnych latach 1970. Zastosowane technologie wpłynęły natomiast na rozwój wyposażonych w graficzny interfejs użytkownika systemów operacyjnych Apple Macintosh i Microsoft Windows w latach 1980. i 1990.

## Demonstracja
Engelbart powołał swój złożony z inżynierów komputerowych i programistów zespół we wczesnych latach 1960., w swoim Augmentation Research Center (ARC) znajdującym się w Stanford Research Institute (SRI), na Uniwersytecie Stanforda . Idea, która mu przyświecała, była następująca: oderwać komputery od obliczeń i uczynić z nich narzędzie do komunikacji i uzyskiwania informacji. Chciał wcielić w życie ideę Memexu Vannevara Busha, w której człowiek, dzięki wsparciu ze strony interaktywnej maszyny, mógł zwiększać swój potencjał intelektualny. W ciągu sześciu lat, dzięki finansowaniu ze strony NASA i ARPA, zespół Engelbarta zdołał złożyć w całość wszystkie elementy potrzebne, by system taki stał się rzeczywistością. Pod wpływem nacisków dyrektora ARPA, Roberta Taylora, NLS został pokazany światu jesienią 1968 roku na Joint Computer Conference.
Tytuł, który nadano sesji konferencji brzmiał A research center for augmenting human intellect . Około 1000 profesjonalistów z branży komputerowej zajęło miejsca na publiczności Brooks Hall w San Francisco, by stać się świadkami prezentacji . Wśród nich byli Alan Kay, Charles Irby i Andries van Dam, a także Bob Sproull .
Engelbart, z pomocą swojego podzielonego na kilka strategicznie rozmieszczonych grup zespołu pod kierownictwem Billa Englisha, odpowiedzialnego za warstwę techniczną prezentacji, zademonstrował funkcjonalności NLS. Podczas prezentacji wykorzystano projektor Eidophor, który rzucał obraz z terminala komputera NLS na ekran o dużej powierzchni, dzięki czemu publiczność mogła obserwować poczynania Engelbarta. Obraz ten łączony był z obrazem pokazującym w czasie rzeczywistym samego Engelbarta oraz z wideotransmisją działań zespołu znajdującego się w ARC, w Menlo Park oddalonym o około 30 mil. Aby umożliwić transmisję danych między urządzeniami wejściowymi w Brooks Hall a znajdującym się w Menlo Park komputerem SDS-940, stworzone zostały dwa modemy o wysokiej szybkości działania. Aby zapewnić dwukierunkową łączność wideo pomiędzy laboratorium a salą konferencyjną użyto dwóch łączy mikrofalowych i wozu transmisyjnego ustawionego na wzgórzu pomiędzy obiema lokalizacjami, który przedłużał sygnał. Ponadto, za pomocą specjalnego przełącznika wideo, English kontrolował, jaki obraz miał być wyświetlany przez Eidophor. Operatorem kamery w Menlo Park był Stewart Brand – w owym czasie osoba niezwiązana z branżą komputerową, najlepiej znana jako redaktor naczelny magazynu Whole Earth Catalog. Doradzał on również Engelbartowi i jego zespołowi, w jaki sposób powinni przeprowadzić demonstrację.
Podczas 90-minutowej prezentacji, Engelbart używał myszki do sterowania kursorem na ekranie, podświetlania tekstu i manipulowania oknami . Był to pierwszy raz, kiedy zintegrowany system umożliwiający tego rodzaju interakcję został zaprezentowany publicznie . W części ekranu oglądać można było poczynania Engelbarta, część zaś zajmował obraz z komputera. Później, Engelbart zademonstrował funkcjonalności telekonferencji oraz współpracy przy edycji tekstu. W części ekranu pojawili się wówczas jego współpracownicy, znajdujący się w ARC – najpierw Jeff Rulifson, później zaś Bill Paxton. Paxton współdzielił z Engelbartem edytor tekstu – podczas edycji widzieli ten sam ekran i siebie nawzajem, mogli też rozmawiać. Zademonstrowana została także koncepcja hipertekstu, na przykładzie nawigacji między stronami treści poprzez klikanie na podkreślony tekst .
Gdy Engelbart skończył, publiczność nagrodziła go owacją na stojąco. Po prezentacji, uczestnicy konferencji mogli w osobnym pokoju przyjrzeć się bliżej urządzeniom wejściowym NLS i zadawać Engelbartowi pytania. Mimo iż wcześniej tego dnia SDS-940 przestał w pewnym momencie działać, całość prezentacji przebiegła bez większych problemów technicznych .

## Znaczenie

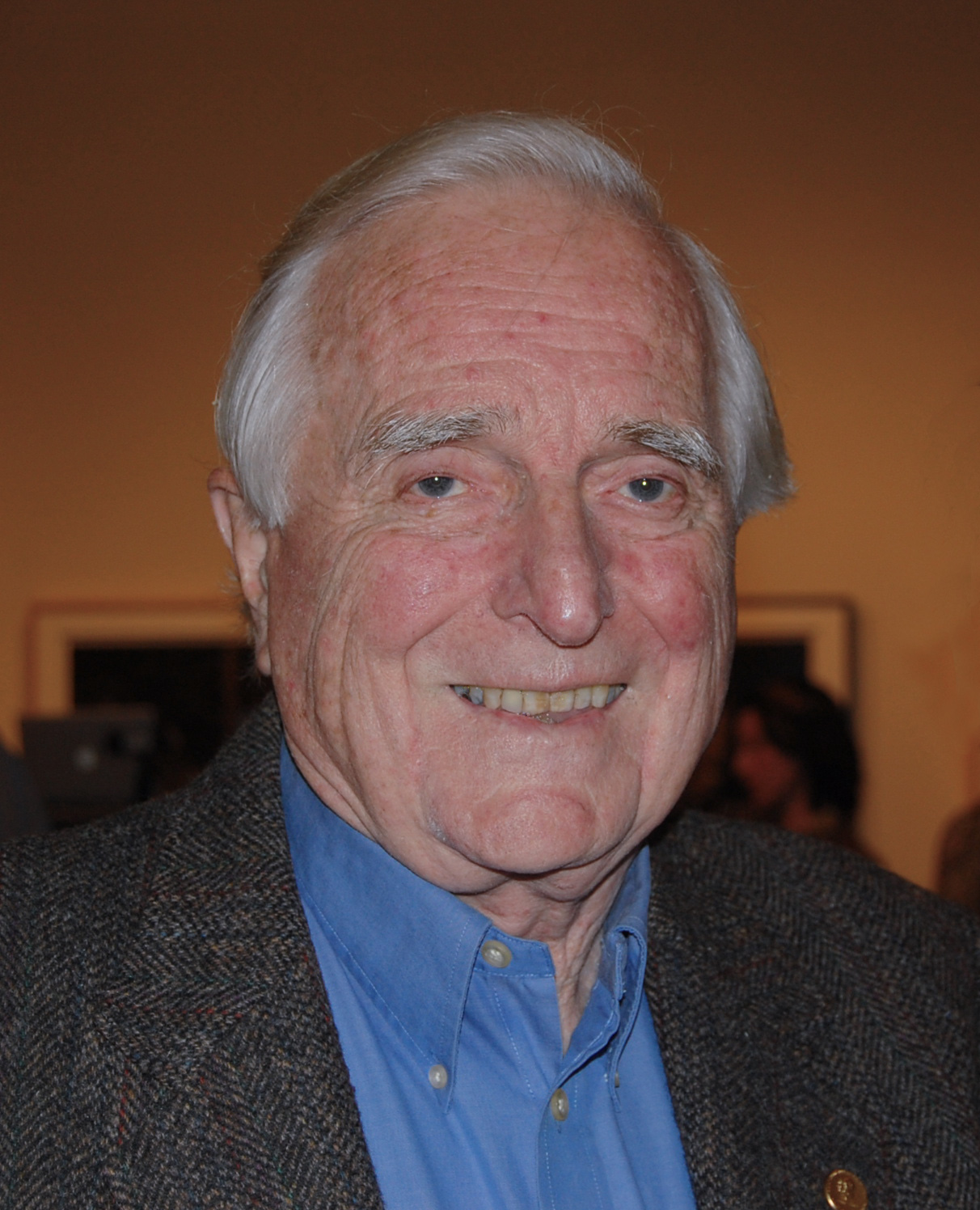
Douglas Engelbart w 2008, podczas obchodów 40. rocznicy The Mother of All Demos w San Fransisco

Przed demonstracją, znaczna część środowiska naukowego uważała Engelbarta za „dziwaka” (crackpot) . Gdy jednak skończył, został opisany jako „miotający gromy obiema rękami” . Andy van Dam pracował wówczas nad podobnym systemem, lecz prace rozpoczął dopiero w 1967 i zdumiała go dojrzałość rozwiązania, jakim był NLS. Po prezentacji zasypał Engelbarta pytaniami, skończywszy zaś przyznał, że demonstracja NLS to najwspanialsza rzecz, jakiej kiedykolwiek był świadkiem. Van Dam został później jedną z czołowych postaci w nauczaniu grafiki komputerowej w latach 1970.
Wraz z początkiem lat siedemdziesiątych, większość zespołu Engelbarta opuściła ARC. Wielu z nich trafiło do Palo Alto Research Centre (PARC) firmy Xerox, między innymi Bill English, który udoskonalił później konstrukcję myszy komputerowej . Do PARC przeniósł się także Rober Taylor, który wcześniej współpracował z Engelbartem z ramienia NASA i ARPA. Alan Kay, który także zasiadał na publiczności w trakcie demonstracji, opracował później w PARC zorientowane obiektowo środowisko programistyczne o nazwie Smalltalk . W 1973 w PARC powstał także Xerox Alto – w pełni funkcjonalny komputer osobisty, w użytkowaniu podobny do terminala NLS zaprezentowanego w 1968, jednak znacznie mniejszy, o udoskonalonej konstrukcji. Jego oparte na myszce GUI wywarło później wpływ na Steve’a Jobsa, a w efekcie na kształt komputera Apple Macintosh i jego system operacyjny w latach 1980 . Wreszcie, na systemie Macintosh wzorowali się twórcy Microsoft Windows, w którym również oparli interakcję na wieloprzyciskowej myszy, tak, jak miało to miejsce w systemach Alto i NLS .
Pod wieloma względami, wpływ Engelbarta na dalsze losy informatyki był w czasie konferencji szczytowy. W latach 1970. i przez większość lat 1980. pozostawał on postacią niemalże zapomnianą, przyćmiony sławą wizjonerów i przedsiębiorców takich jak Steve Jobs i Bill Gates. Jednakże w 1998, w 30. rocznicę demonstracji, Uniwersytet Stanforda zorganizował znaczną konferencję, by uczcić to wydarzenie i Engelbarta . Do czasu obchodów jego 40. rocznicy demo Engelbarta trafiło już do powszechnej świadomości jako jedno z najważniejszych w całej historii komputerów .

## Nazwa
Zwrot mother of all (matka wszystkich) wszedł do powszechnego użytku w języku angielskim po stwierdzeniu wygłoszonym w 1991 przez Saddama Husseina na temat I wojny w Zatoce Perskiej, że będzie to „matka wszystkich bitew”. Pierwsze użycie tego zwrotu w kontekście demonstracji Engelbarta jest przypisywane dziennikarzowi Stevenowi Levy'iemu w jego wydanej w 1994 książce Insanely Great: The Life and Times of Macintosh, the Computer That Changed Everything, w której tak opisuje to wydarzenie: „uspokajający głos z centrum kontroli lotów, gdy ostatnia granica przemknęła im przed oczami. To była matka wszystkich dem.”. Później, frazę tę powtórzył Andy van Dam w 1995, przedstawiając Engelbarta podczas Vannevar Bush Symposium na MIT . Zwrot ten był także cytowany w zatytułowanej What the Dormouse Said książce Johna Markoffa z 2005 .